# Vlasta Čiháková-Noshiro
Vlasta Čiháková-Noshiro (* 25. listopadu 1944 Praha) je česká historička umění, orientalistka (japanistka), překladatelka a kurátorka. Je autorkou odborných prací z oboru českého výtvarného umění a japonského výtvarného umění. Publikuje v oboru moderního a současného umění.

## Život

### Studium
Vlasta Čiháková se narodila 25. listopadu 1944 v Praze. Její dědeček Jaroslav Čihák (1883–1936) byl operním zpěvákem (basistou) v Brně. Její strýc Bohumír Matal byl malíř a nejmladší člen Skupiny 42. Po absolvování gymnazijních studií se Vlasta Čiháková rozhodla studovat výtvarné umění, ale místo zamýšlené orientace na Čínu se nakonec soustředila na Japonsko.
Mezi léty 1961 až 1970 vystudovala obory estetika, japonština a (jako třetí obor) dějiny umění na Filozofické fakultě Karlovy univerzity v Praze. Studia v Československu doplnila ještě v letech 1965 až 1967 zahraniční stáží na dvou tokijských univerzitách, jimiž byly:
- Tokijská státní akademie výtvarných umění (Tokyo Kokuritsu Geijutsu Daigaku; obor dějiny asijských výtvarných umění a architektury)[5] a
- Japonská univerzita (Nihon Daigaku; Fakulta umění; obor dějiny umění a architektury).[5]

### Pobyt v Japonsku
V letech 1970 až 1989 trvale žila v japonském Tokiu a také tam pracovala. Od roku 1989 žije trvale v Praze. V Tokiu pořádala výstavy a v letech 1970 až 1980 tam vyučovala na třech vysokých uměleckých školách:
- Státní univerzita dekorativních umění Tokyo Zókei Daigaku – Kuwazawa;
- Design Research Institute; Japonská polytechnická univerzita Nihon Kógaku;
- Daigaku – fakulta vizuálních umění; Vyšší odborná škola pro design Ikuei Kósen.[4]

### Zpět ve vlasti
V letech 1980 až 2000 zastupovala Vlasta Čiháková japonskou firmu E.A.T. Co.Ltd, která se zabývala vztahy obchodně-kulturní spolupráce Japonska s Evropou. Jako kurátorka výstavní síně Mánes v Praze působila v rozmezí let 1995 až 2000. Během svého působení v této výstavní síti uspořádala více než jedno sto tuzemských a mezinárodních výstav současného umění.

### Činnost v organizacích
Vlasta Čiháková působila do roku 2013 jako lektorka teorie a dějin umění na Fakultě výtvarných umění Vysokého učení technického v Brně (FaVU VUT v Brně).
V současné době (rok 2020) pracuje Vlasta Čiháková (od roku 2001) ve funkci kurátorky v Galerii kritiků v pražském paláci Adria; zároveň je předsedkyní Sdružení výtvarných kritiků a teoretiků České republiky; také zastává pozici místopředsedkyně české národní sekce AICA. Vlasta Čiháková je zakladatelkou celostátní soutěže Ceny kritiky za mladou malbu. Tato soutěž je určena pro mladé umělce do 30 let, koná se každým rokem v Galerii kritiků v pražském paláci Adria a jejím cílem je zviditelnění (tržní i mediální) mladých umělců na výtvarné scéně. Je rovněž členkou vědecké komise pro Bienále současného umění ve Florencii a Sovereign Art Prize v Londýně.

### Řád vycházejícího slunce
Vlasta Čiháková byla v roce 2017 vyznamenána Řádem vycházejícího slunce (IV. třídy) se zlatými paprsky a rozetou. Byla oceněna za přínos a podporu kulturní výměny mezi Japonskem a ČR a za prohloubení vzájemného porozumění mezi oběma zeměmi. Řád slavnostně obdržela od velvyslance Japonska Kaoru Shimazaki. Stala se tak v pořadí teprve šestou držitelkou tohoto významného japonského ocenění.

### Osobní život
Vlasta Čiháková se v Japonsku vdala, ale po dvanáct let trvajícím manželství se rozvedla. Z tohoto svazku má (kromě japonského příjmení Noshiro) syna, který žije (rok 2020) ve Vídni.
V Japonsku kromě vyučování na třech uměleckých školách organizovala Vlasta Čiháková i výstavy, publikovala (v Japonsku jí vyšlo šest knížek), vystupovala také v televizi. Byl s ní natočen i povídkový film „Past“. Po deseti letech života v Japonsku, kde napsala i dvacet let vydávanou nostalgickou knihu s názvem „Dreamy Praha“ (Praha ve snech), se rozhodla k návratu do vlasti.
Podpis „kontrarevolučního“ dokumentu Dva tisíce slov (vydaného 6. června 1968) Věře Čihákové uzavřel cestu do Československa. Své sehrálo i její angažování se ve výstavách umělců, kteří nesměli v Československu vystavovat a jejichž výstavy v Japonsku organizovala. Nějaký čas pracovala v japonském kulturně-obchodním zastoupení ve Vídni.
Podruhé se vdala za kolegu z práce v Praze, s nímž má ještě dalšího syna.

## Micuko Aojama
V roce 2015 vydalo brněnské nakladatelství Jota pod titulem „Mitsuko – matka moderní Evropy?“, beletrizovanou biografii rakousko-uherské šlechtičny Micuko Aojama. Autorkou této biografie, založené na denících japonské aristokratky z doby přelomu 19. a 20. století, je Vlasta Čiháková. Autorka popisuje dramatický životní příběh Japonky, která se ke konci 19. století provdala do Evropy za rakousko-uherského diplomata hraběte Heinricha Coudenhove-Kalergi (1859–1906). Shromažďování a studiu archivních materiálů o Japonce Micuko Aojama se Vlasta Čiháková věnovala od 70. let 20. století a využila i všechny dostupné informace publikované o této ženě v japonštině. Autorka doplnila knihu i o originální kresby, jež vytvořila Micuko Aojama, a dobové fotografie pocházející z českých a japonských archivů.
Z pečlivě uspořádaného materiálu, který Vlasta Čiháková Noshiro v knize předkládá, vyplývá, že na Mitsuko jsou zajímavější okolnosti jejího života než její osobnost
Hospodářské noviny, o knize „Mitsuko – matka moderní Evropy?“, 

## Alfons Mucha
Spisovatel Jiří Mucha, syn malíře Alfonse Muchy, systematicky od 60. let 20. století usiloval o oživení světového zájmu o malířskou tvorbu svého otce. V roce 1975 zorganizoval spolu s Věrou Čihákovou v muzeu Isetan v Tokiu výstavu, po jejímž skončení začal jeden z místních sběratelů pan Kimio Doi velkoryse a systematicky budovat sbírku Muchových děl do té míry, že koncem 80. let 20. století vlastnil vůbec největší soubor Muchových originálů (asi 400 kusů) na světě. Po smrti pana Kimio Doi (2. října 1990) věnovala jeho dcera pozůstalost (Muchovu sbírku) muzeu města Sakai u Ósaky. Po smrti spisovatele Jiřího Muchy v Praze (5. dubna 1991) se stal dědicem umělecké pozůstalosti jeho syn John Ommond Mucha.
A byl to právě John Mucha, který po skončení výstavy děl Alfonse Muchy v roce 1995 v Tokiu naléhal na organizátory výstavy, aby díla zapůjčená z ČR vrátili přímo jemu do Londýna. Národní galerie v Praze mezitím prohlásila tato díla za kulturní památku, japonští pořadatelé následně díla vrátili do Čech, Johnu Muchovi nakonec zaplatili značné „odškodné“ a na dlouhou dobu v Japonsku skončili s Muchovými výstavami.
Po více než dvacetileté odmlce (v roce 2017) požádali Japonci o uspořádání výstavy Muchovy Slovanské epopeje. Výstava se setkala s nečekaným ohlasem, navštívilo ji 670 tisíc lidí. Díla Alfonse Muchy jsou u japonského publika dlouhodobě oblíbena, což souvisí s popularitou secese od začátku 20. století. V Japonsku byl Alfons Mucha především vnímán jako grafik a reprodukční umělec, ale po výstavě jeho Slovanské epopeje jej japonská veřejnost začala vnímat jako významného symbolistního malíře. Na Japonce, kteří nemají ve výtvarném umění tradici závěsných orámovaných obrazů, zapůsobil navíc i monumentální formát pláten Slovanské epopeje, který jim evokoval dojem divadelních kulis.

## Vlasta Čiháková v encyklopedických slovnících
- 1998: Slovník českých a slovenských výtvarných umělců 1950–1997 (I. A–Č), Výtvarné centrum Chagall, Ostrava (Ostrava-město)[5] a
- 2016: Slovník historiků umění, výtvarných kritiků, teoretiků a publicistů v českých zemích a jejich spolupracovníků z příbuzných oborů (asi 1800–2008) (1. svazek A–M), Academia, nakladatelství Akademie věd České republiky, Praha.[5]

## Projekty výstav v Japonsku
Toto je výběr projektů výstav, které realizovala Vlasta Čiháková za svého pobytu v Japonsku v letech 1976–1983:
- 1974–1975: Per-spective as a Visual Image, Muramatsu Gallery; Lunami Gallery, Tokio;[4]
- 1976: Festival Events of Modern Dance, Kinokuniya Hall, Tokio;[4]
- 1977: The Body as Visual Language, Maki Gallery, Tokio;[4]
- 1977: Media Practice, Ai Gallery, Tokio;[4]
- 1978: The City – Tokyo Gallery Shirakaba; Mexico City Art Museum (výměnná výstava mezi Japonskem a Mexikem);[4]
- 1978: The Experience Book, Maki Gallery, Tokio (mezinárodní výstava, kniha);[4]
- 1978: The Affairs of Photography, Art Salon Hamanoya, Tokio (japonská výstava se zahraničními hosty);[4]
- 1979: The Correspondence Art, Ai Gallery, Tokio;[4]
- 1979: The Roots of image, Ai Gallery, Tokio;[4]
- 1979: The Real Space, Gallery Tokiwa, Tokio;[4]
- 1979: The Summer Performance, Ai Gallery; Tokio; Gallery West-Bess, Nagoya;[4]
- 1980: The Real Time, Kóbe Municipal Gallery, Kóbe;[4]
- 1980: The Way (japonská výstava - Wroclav, Varšava, Udge, Poznaň, Krakov);[4]
- 1981: Allusion, Salon Hamanoya, Tokio;[4]
- 1981: The Photo-Artists from Poland (polská výstava), Ai Gallery, Tokio;[4]
- 1981: The Blank Space (japonská výstava v Paříži), Gallery Katia-Pisarro, Paříž;[4]
- 1982–1983: The Reverberation (japonská výstava v Austrálii – Sydney a dalších 5 míst)[4] a
- 1983: The Japanese Painting and Photography (japonská výstava na Mezinárodním sympoziu umělecké fotografie), Düsseldorf.[4]

## Projekty výstav ČR – Japonsko (v Japonsku)
Toto je výběr ze společných projektů ČR a Japonska od roku 1972, který zahrnuje výstavy realizované v Japonsku:
- 1975–1995: Retrospektivní výstavy Alphonse Mucha, The Tokyo Newspapers, ve 45 japonských muzeích a galeriích;[4]
- 1980–1984: Výstavy sbírek NG v Praze The Collection of National Gallery in Prague – 4 velké výstavní projekty, The Mainichi Newspapers, na 10 místech Muzea Takashimaya; v roce 1984 The Tokyo Newspapers, Yokohama Sogo Art Museum a v 5 krajských muzeích;[4]
- 1982: Výstava současné malby českých, polských a maďarských umělců – The Eastern Europe Painting,The Sankei Newspapers, Ósaka EXPO Museum a 2 krajská muzea;[4]
- 1983: Výstava 300 years of the Bohemian Glass, The Tokyo Newspapers, Tokyo Isetan Art Museum a 3 krajská muzea;[4]
- 1983: Výstava The Czech cubism in Design and Architecture, Parco Art Museum, Tokio;[4]
- 1986: Výstava české fotografie The Czech Photography, Parco Art Museum, Tokio;[4]
- 1991: Výměnná sklářská výstava The Czech and Japan Contemporary Glass, Mánes, Praha; Museum of Decorative Arts Azabu, Tokio a 3 krajská muzea;[4]
- 1994: Mezinárodní výstava Franz Kupka – The Tokyo Newspapers, Nagoya Art Museum, Nagoja a 3 krajská muzea;[4]
- 1995: Výstava 100 years of the Czech Glass and Porcelain, Takasaki Municipal Art Museum, Takasaki;[4]
- 2001: Výstava 300 years of the Czech Decorative Arts, Takasaki Prefectural Art Museum, Takasaki;[4]
- 2002: Retrospektivní výstava Mitsuko, NHK Service Center, Takashimaya Art Museum. Tokio a 5 krajských muzeí;[4]
- 2004: Společná výstava současného českého a japonského umění Vision – Prague/Tokyo, Galerie kritiků v Praze; galerie Visions a Toki Art Space, Tokio[4] a
- 2009–2014: Mezinárodní muzejní noc – Roppongi Art Night – Mori Tower Museum of Art, Tokio (2009 – Federico Diaz, 2010 – Jakub Nepraš, 2012 – Linda Čihařová, 2013 – Daniel Pitín).[4]

## Projekty výstav ČR – Japonsko (v ČR)
Toto je výběr ze společných projektů ČR a Japonska od roku 1981, který zahrnuje výstavy realizované v ČR. Jedná se o výstavy pořádané v České republice prostřednictvím Státní kulturní nadace Japan Foundation:
- 1981: The Japan Photography – Landscape, Portrait, Still-Life (Krajina, portrét zátiší), UPM, Praha;[4]
- 1983: Tsutsumu – Japonský tradiční obal, UPM – Areál Emauzy, Praha;[4]
- 1985: Současný japonský plakát, UPM – Areál Emauzy, Praha;[4]
- 1987: Současná japonská keramika, UPM – Rudolfinum, Praha;[4]
- 1987: Japonsko – Člověk a život (japonská fotografie 1971–1984), Národní museum v Praze;[4]
- 1987: Japonská kaligrafie a malba, NG – Valdštejnská jízdárna, Praha;[4]
- 1991: Neviditelná příroda / Invisible Nature, Pražský Hrad – Míčovna, Praha;[4]
- 1994: Art Virus (sbírka maleb – Parco Art Museum), Mánes, Praha;[4]
- 1995: The Japan Architecture in Photography, Národní muzeum a NTM, Praha;[4]
- 1996: The Japan Textile Woman Art, Mánes, Praha; Severočeské museum, Liberec;[4]
- 1998: Motivace Sakura, Mánes, Praha; Moravská galerie, Brno; Galerie Miro, Bratislava[4] a
- 2005: Kazunari Sakamoto. Houses – Poetics in the Ordinary, Galerie kritiků, Praha.[4]

## Tematické výstavy (výběr)
- 1991–1992: Magic Box, Portheimka, Praha;[4]
- 1992: Umění akce, Mánes, Praha;[4]
- 1992: Kolumbovo vejce, Galerie Béhemót, Praha;[4]
- 1992: Mezi Ezopem a Mauglím, Galerie Václava Špály, Praha;[4]
- 1993: Archetypy, Mánes, Praha;[4]
- 1993: Obluda Béhemót, Galerie Béhemót, Praha;[4]
- 1994: Příroda v pohybu (Video Art), Mánes, Praha;[4]
- 1997: Kořeny, Mánes, Praha;[4]
- 1998: Prahy, Mánes, Praha;[4]
- 2000: Transglobe, Mánes, Praha;[4]
- 2000–2001: Pravděpodobná malba, Mánes, Praha; Česká centra, Berlín;[4]
- 2004: Vzpomínky 1968–2004 (česká fotografie), Galerie kritiků, Praha; České centrum, Bukurešť;[4]
- 2004–2005: V Mezičase / In Time Between, Galerie kritiků, Praha; Centrum současného umění, Moskva;[4]
- 2004: Otevírání krajiny (česko-švýcarská výstava), Galerie kritiků, Praha; Möhren, Museum v plenéru ve švýcarských Alpách;[4]
- 2005: Inscape (česko-švýcarská výstava), Galerie kritiků, Praha;[4]
- 2005: Art Compost (ženská výstava), Galerie kritiků, Praha;[4]
- 2006: Vlasta a Šárka. Dívčí válka, Galerie kritiků, Praha; galerie Konzum, Brandýs nad Orlicí (festival Mámení);[4]
- 2006: HumOrg – Lidský organismus (česko-švýcarská výstava), Galerie kritiků, Praha;[4]
- 2007: Cooking Art, Galerie kritiků, Praha;[4]
- 2008: Fauna a Flora (výměnná výstava s Finskem), Galerie kritiků, Praha; Centrum současného umění, Tampere;[4]
- 2007–2008: Optická příroda (česko-japonská výstava), Galerie kritiků, Praha; galerie-Visions, Toki Art Space, České centrum, Tokio;[4]
- 2007–2008: Na lodi bláznů, Galerie kritiků, Praha; Múzeum V. Löfflera, Košice;[4]
- 2007–2008: Spectator Novus (česko-francouzská výstava), Galerie kritiků, Praha; galerie La Générale en Manufacture, Sevres, Paříž;[4]
- 2009: Urban kiss (česko-švýcarská výstava), Galerie kritiků, Praha;[4]
- 2009: Vlk a beránek (intermediální výstava), Galerie kritiků, Praha; galerie Konzum, Brandýs nad Orlicí (festival Mámení);[4]
- 2010: Hloupé a chytré (multimédia), Galerie kritiků, Praha;[4]
- 2009–1010: Papiriál – Jak to bylo s Kainem a Ábelem (česko-německá výstava), Galerie kritiků, Praha; Künstlerhaus Sootbörn, Hamburk;[4]
- 2009–1010: Výstavy Ceny kritiky pro mladou malbu (celostátní soutěž), Galerie kritiků, Praha;[4]
- 2011: Theatre Mundi (výměnná výstava s Finskem), Centrum současného umění, Tampere; Galerie kritiků, Praha;[4]
- 2011: Z archivu Slovanské epopeje, Galerie kritiků, Praha;[4]
- 2011: Antitéze malby, Galerie kritiků, Praha;[4]
- 2011: From Different Corners, galerie-Arteversum Düsseldorf; Bart in Huis, Nijmegen/Amsterdam; Backerstrasse 4, Vídeň; Chantal Bamberger, Štrasburk; Galerie kritiků, Praha;[4]
- 2012: Metaplay – výstava současné české abstraktní malby, Galerie kritiků, Praha;[4]
- 2012: Sofistika prostoru, malba umělců z Lipska v rámci výměny s českými umělci, oceněnými v soutěži Ceny kritiky za mladou malbu, Galerie kritiků, Praha;[4]
- 2013: OSTEN – výstava mezinárodní sbírky kresby Muzea OSTEN ve Skopje, jež byla založena v roce 1945 a k níž v roce1969 ještě přibylo Muzeum karikatury – World Gallery of Cartoons. Výběr exponátů byl proveden z výstav Mezinárodního bienále kresby ve Skopje, zahrnující i účast českých umělců;[4]
- 2013: Malá velká Epopej – pozdravy z Japonska, výstava sbírky kreseb, studií, pohlednic, plakátů a ilustrací Alfonse Muchy z japonské soukromé sbírky Ogata a Doi Collection městského muzea Sakai u Osaky, námětově se vztahující především k Slovanské epopeji a tvorbě umělce v Čechách, Galerie kritiků, Praha;[4]
- 2014: SHIBORI – výstavní přehlídka současného japonského umění, pracujícího s vláknem a aplikacemi ornamentu a kaligrafie, v přehlídce třiceti japonských autorů, Galerie kritiků, Praha;[4]
- 2014: Já je někdo jiný – I is Someone Else – Ich ist ein Anderer, osm finalistů soutěže Ceny kritiky za mladou malbu a jejich hosté; Galerie VNG AG s prezentací na Mezinárodní muzejní noci v Lipsku; Galerie kritiků, Praha; dále prezentace na kulturním festivalu Mámení – Jana Amose Komenského v městské Sokolovně Brandýsa nad Orlicí;[4]
- 2014: Metaplay, Praha – New York, česko-americká abstraktní malba, Galerie kritiků, Praha; Galerie Českých center, Národní dům v NewYorku,. koná se za spolupráce Galerie Anita Schapolsky , N.Y.[4] a
- 2014: Metaplay, Praha – Tokyo, česko-japonská výměnná výstava, Galerie kritiků, Praha; Galerie Toki Art Space Tokyo a České centrum velvyslanectví ČR v Tokiu.[4]

## Sympozia (výběr)
- 1992: Centrum a periférie (Mezinárodní kongres AICA), Vídeň;[4]
- 1994: 16. Mezinárodní bienále grafického designu, Moravská galerie, Brno;[4]
- 1994: Podoby súčasného umenia, VŠU-SNG, Bratislava;[4]
- 1995: Inter.Kontakt.Grafik (Mezinárodní grafické bienále), Praha;[4]
- 2006: Art Critic Re-loading (Mezinárodní kongres AICA), Paříž;[4]
- 2007: Mé tělo mi nepatří, FAMU, Praha;[4]
- 2010: Kulturní politika a vizuální umění, AVU, Praha;[4]
- 2012: Forfest, Kroměříž[4] a
- 2012: Ostrovy odporu. Vytváření dějin současného umění, AVU-NG, Praha.[4]

## Publikační činnost (krácená)

### Samostatné publikace
- 1980: Nippon shinpan (Japan Trial), Shinpyósha, Tokio;[11]
- 1986–2004: Praha Genkei (Dreamy Praha), Shinjuku shobó, Tokio;[11]
- 1988: Design a architektura v Japonsku I. a II., ÚBOK, Praha;[11]
- 1988–1991: Sekai no kodomo tachi (Children of the World – Czech Republic;[11]
- 1988–1991: Hungary – foto Leoš Nebor, originály v japonštině, mutace v angličtině, čínštině a arabštině), Kaiseisha, Tokio;[11]
- 1995–2002: Osobnosti českého malířství, (ilustrace Ondřej Zahradníček), Fragment, Praha[11] a
- 2007–2009: Osobnosti českých dějin (kolektiv autorů a výukové karty), Fragment, Praha.[11]

### Obrazové monografie výtvarných umělců (texty)
- 1978: Experience book (japonsky, anglicky), soukromý tisk, Tokio;[11]
- 1980: Ai Gallery, JCA shuppan, Tokio, 1981;[11]
- 1994–2002: Karel Trinkewitz – Život je koláž, Gallery, Praha;[11]
- 1995: Jindřich Štreit – Lidé z Akagi, Slezská univerzita, Opava;[11]
- 1999: Jiří Kalousek 1925–1986, ČMVU, Praha;[11]
- 2002: Josef Žáček – 90. léta, Galerie Béhemót, Praha;[11]
- 2004: Joska Skalník, Gallery, Praha;[11]
- 2010: Wolf Kahlen (video tapes 1969–2010, německy, anglicky), Museum Edition Ruine der Künste, Berlín[11] a
- dále řada textů do autorských katalogů výtvarných umělců.[11]

### Překlady
- 1971: The Egypt Painting (anglicky, japonsky), Iwasaki bijutsu shuppansha, Tokio;[11]
- 1971: Peter Gidal: Andy Warhol, Parco Museum shuppan, Tokio[11] a
- 2010: Věra Linhartová: Soustředné kruhy (francouzština, japonština, čeština), Torst – Odkaz, Praha (vyznamenáno Cenou Českého literárního fondu a Cenou Toma Stopparda).[11]

### Sborníky
- 1973: The Guide to the Japanese Culture (japonsky, anglicky), Japan Culture Institute, Tokio;[11]
- 1974: The Invitation to the Japan’s Literature (japonsky, anglicky), Japan Culture Institute, Tokio;[11]
- 1975: A Hundred Things Japanese (japonsky, anglicky), Japan Culture Institute, Tokio;[11]
- 1980: A Hundred more Things Japanese (japonsky, anglicky), Japan Culture Institute, Tokio;[11]
- 1982: Niwatori no tosaka wa dokodemo akai (Hřebínek kohouta je všude červený – japonská antologie východního humoru), Dentó to gendaisha, Tokio;[11]
- 1994: Lubor Hájek – Studie o mimoevropském umění, nákladem H + H; NG Praha;[11]
- 1994: Podoby súčasného umenia, SNG, Bratislava;[11]
- 1994: Šedá cihla 66, Galerie Klatovy / Klenová;[11]
- 1994: Nová citlivost. Sborník příspěvků k diskusi o 60. letech, Galerie výtvarného umění, Litoměřice;[11]
- 1996: Zakázané umění, monotematické číslo Umění 1–2, ČFVU, Praha;[11]
- 2000: Nálada v globální vesnici – Milénium, Vutium VUT, Brno;[11]
- 2008: Artemis a dr. Faust (Ženy v českých dějinách umění), Academia, Praha;[11]
- 2009: Studie současného stavu podpory umění I., DÚ / Institut umění, Praha;[11]
- 2010–2011: Studie stavu, struktury a financování umění v ČR II., DÚ / Institut umění, Praha;[11]
- 2011: Almanach Alfons Mucha a Slovanská epopej, Sdružení výtvarných kritiků teoretiků a HMP, Praha;[11]
- 2012: Andy Warhol a Československo (ed. R. Prekop, M. Cihlář), Arbor Vitae, Praha;[11]
- 2012: Ostrovy odporu. Antologie textů k českému umění 1980–2010, VVP AVU a NG, Praha;[11]
- 2013: Umění a politika, vydáno u příležitosti 4. sjezdu historiků umění, editoři: Ondřej Jakubec – Radka Miltová, Barrister & Principal, Brno, ve spolupráci s MU Brno;[11]
- 2013–2014: Almanach Slovanské epopeje / The Slav Epic Almanach, editor: Vlasta Čiháková Noshiro, vydalo Sdružení výtvarných kritiků a teoretiků ve spolupráci s HMP Praha;[11]
- 2014: Mezera, Mladé umění v Česku (1990-2014), editoři: Lenka Lindaurová – Bára Procházková, 1. vydání Společnosti Jindřicha Chalupeckého / Yinachi Praha[11] a
- publikovala průběžně v japonském odborném tisku Bijutsu techó, Mizue, Geijutsu shinchó, Asahi Journal apod.; po přesídlení do ČR v odborném čtrnáctideníku Ateliér, v časopisech Art & Antiques, Xantypa, Reflex, Flash Art, v denících a rovněž i v elektronických médiích.[11]